# NGC 3797
NGC 3797 is een ster in het sterrenbeeld Grote Beer. Het hemelobject werd in 1882 ontdekt door de Duits astronoom Ernst Wilhelm Leberecht Tempel.